# Авъл Юний Руфин
Авъл Юний Руфин (на латински: Aulus Iunius Rufinus) e политик и сенатор на Римската империя през първата половина на 2 век.

## Биография
Авъл Руфин е роден през 115 година в семейството на Авъл Юний Руфин (ок. 90–117), проконсул на провинция Македония и съпругата му ?.
Руфин е избран заедно с Гай Брутий Презенс за консул на Римската империя през 153 година. Неговият брат Марк Юний Руфин Сабиниан е консул през 155 година. Между 169/170 година Руфин управлява като проконсул провинция Азия.
Женен е за Триария Вибиана Помпея (* ок. 120), от която има две деца: Луций Юний Руфин Прокулиан (ок. 140–184) и Юния Прокула (* ок. 145).